# Грем Тернер
Грем Тернер (англ. Graham Turner, нар. 5 жовтня 1947, Елсмір-Порт, Англія) — англійський футболіст, що грав на позиції захисника. По завершенні ігрової кар'єри — тренер.

## Ігрова кар'єра
У дорослому футболі дебютував 1964 року виступами за команду «Рексем», в якій провів чотири сезони, взявши участь у 77 матчах чемпіонату.
Своєю грою за цю команду привернув увагу представників тренерського штабу клубу «Честер Сіті», до складу якого приєднався в січні 1968 року. Відіграв за команду з Честера наступні п'ять сезонів своєї ігрової кар'єри. Більшість часу, проведеного у складі «Честер Сіті», був основним гравцем захисту команди.
1973 року перейшов до клубу «Шрусбері Таун», за який відіграв 10 сезонів. Граючи у складі «Шрусбері Таун» також здебільшого виходив на поле в основному складі команди, зігравши понад 350 матчів в чемпіонаті. Завершив професійну кар'єру футболіста виступами за команду «Шрусбері Таун» у 1983 році.

## Кар'єра тренера
В сезоні 1978/79 років Тернер став граючим тренером клубу «Шрусбері Таун» і в тому ж сезоні допоміг виграти з командою Третій дивізіон Футбольної ліги. В подальшому він двічі привів клуб до чвертьфіналу Кубка Англії (1979, 1982) та двічі виграв Кубок Уельсу (1978/79, 1983/84)
Влітку 1984 року став головним тренером команди «Астон Вілла», проте робота з командою з Бірмінгема була менш успішною, і він був звільнений 17 вересня 1986 року, після трохи більше двох років після його призначення.
7 жовтня 1986 року був призначений менеджером «Вулвергемптон Вондерерз», клубу Четвертого дивізіону. У свій перший сезон «вовки» досягли плей-оф, але не змогли підвищитись у класі. Проте наступні два сезони команда займала перше місце і сезон 1989/90 розпочала вже в Другому дивізіоні, а згодом (після утворення Прем'єр-ліги) Першому, після чого він залишив клуб у березні 1994 року. Він також привів клуб до перемоги в Трофеї Футбольної ліги на «Вемблі» в сезоні 1987/88.
На початку сезону 1995/96 Тернер очолив «Герефорд Юнайтед» з Третього дивізіону. У першому сезоні клуб зайняв 6 місце та кваліфікувався до плей-оф, але підвищитись у класі не зумів. Клуб мав фінансові труднощі і не зміг зберегти декілька ключових гравців на наступний сезон, через що 1997 року «Герефорд Юнайтед» вилетів до Національної Конференції, п'ятої за значимістю футбольної ліги Англії. Отримавши відмову у відставці, він зайняв з командою шосте місце у Конференції, а коли голова клубу Пітер Гілл пішов у відставку, він купив більший пакет акцій в клубі ставши його новим головою.
У подальшому клуб з Тернером тривалий час залишався у Конференції і лише за підсумками сезону 2005/06 зумів вийти до Другої ліги. «Герефорд» закінчив свій перший сезон у Футбольній лізі на 16-му місці, а в наступному сезоні 2007/08 клуб вперше за останні 30 років отримав право виступати у третьому за рівнем дивізіоні. Щоправда там команда посіла останнє 24 місце і відразу вилетіла назад, після чого Тернер вибачився за роботу в цьому сезоні і покинув посаду тренера клубу. 
Натомість Тернер залишався головою, директором та головним акціонером «Герефорд Юнайтед» до кінця сезону 2009/10 років. Він стабілізував фінанси клубу: за свої майже 14 сезонів в клубі він придбав всього трьох гравців: Нейла Грейсона (£ 20 000 в 1997 році), Бен Сміта (£ 20 000 в 2007 році) і Метта Дана (за невідому суму у 2008 році). 8 березня 2010 року «Герефорд Юнайтед» оголосив про звільнення  головного тренера команди Джона Тревіка і Тернер знову став тренером команди на тимчасовій основі. 16 квітня 2010 року Тернер заявив, що він і співголова Джоан Феннессі продадуть свої акції в клубі, заявивши, що клубові потрібен новий імпульс для його подальшого розвитку.
11 червня 2010 року Тернер знову став тренером «Шрусбері Таун», куди повернувся через 26 років. У першому сезоні 2010/11 клуб зайняв 4 місце у Другій лізі і вийшов до плей-оф, де поступився «Торкі Юнайтед» і не підвищився у класі. У наступному сезоні клуб зайняв друге місце і автоматично вийшов до Першої ліги. Після того як там клуб зайняв 16 місце в сезоні 2012/13, їхній найкращий результат за 15 років, Тернер не зміг продовжити успіх наступного сезону. 21 січня 2014 року Грем Тернер подав у відставку з посади менеджера «Шрусбері Таун» в середині сезону 2013/14, за результатами якого клуб все ж вилетів у нижчий дивізіон вже без Тернера.

## Тренерська статистика
Згідно з даними soccerbase.com
| Клуб                      | З                | По              | Результати | Результати | Результати | Результати | Результати |
| Клуб                      | З                | По              | І          | В          | Н          | П          | В %        |
| ------------------------- | ---------------- | --------------- | ---------- | ---------- | ---------- | ---------- | ---------- |
| «Шрусбері Таун»           | 1 листопада 1978 | 1 липня 1984    | 243        | 86         | 73         | 84         | 35,39      |
| «Астон Вілла»             | 16 липня 1984    | 14 вересня 1986 | 105        | 33         | 29         | 43         | 31,43      |
| «Вулвергемптон Вондерерз» | 7 жовтня 1986    | 16 березня 1994 | 383        | 164        | 102        | 117        | 42,82      |
| «Герефорд Юнайтед»        | 1 серпня 1995    | 24 квітня 2009  | 730        | 293        | 189        | 248        | 40,14      |
| «Герефорд Юнайтед» (в.о.) | 8 березня 2010   | 11 червня 2010  | 12         | 7          | 0          | 5          | 58,33      |
| «Шрусбері Таун»           | 11 червня 2010   | 21 січня 2014   | 185        | 73         | 49         | 63         | 39,46      |
| Total                     | Total            | Total           | 1659       | 656        | 443        | 560        | 39,54      |

## Досягнення

### Як гравця
- Володар Кубка Уельсу:

«Шрусбері Таун»: 1976-77, 1978-79

### Як тренера
- Володар Кубка Уельсу:

«Шрусбері Таун»: 1978-79; 1983-84